# كالفين راسيل
كالفين راسيل (بالإنجليزية: Calvin Russell)‏ هو موسيقي ومغن مؤلف وكاتب أغاني وعازف قيثارة أمريكي، ولد في 1 نوفمبر 1948 في أوستن في الولايات المتحدة، وتوفي في 3 أبريل 2011 في غارفيلد في الولايات المتحدة بسبب سرطان.

## وصلات خارجية
- الموقع الرسمي
- كالفين راسيل على موقع IMDb (الإنجليزية)
- كالفين راسيل على موقع ميوزك برينز (الإنجليزية)
- كالفين راسيل على موقع أول ميوزيك (الإنجليزية)
- كالفين راسيل على موقع ديسكوغز (الإنجليزية)